# Welcome to Night Vale
Welcome to Night Vale es un podcast en forma de programa de radio del pueblo ficticio conocido como Night Vale, el cual reporta eventos extraños que ocurren ahí. Joseph Fink y Jeffrey Cranor crearon la serie en 2012. Es publicado por Night Vale Presents desde el 15 de marzo de 2015 y anteriormente por Commonplace Books.
Cecil Baldwin le da vida al personaje de Cecil Gershwin Palmer, el anfitrión, personaje principal y narrador del programa. Conforme el podcast ha ido evolucionando, otras voces de actores invitados se han vuelto recurrentes, como es el caso de Dylan Marron, quien hace la voz de Carlos. Normalmente el podcast sale al aire el primero y quinceno día de cada mes y consiste de “noticias, anuncios y publicidad” del pueblo del desierto, ubicado en un lugar indeterminado del suroeste de Estados Unidos.
En una entrevista con NPR, Joseph Fink dijo que “se le ocurrió la idea de un pueblo en el desierto en donde todas las teorías conspiracionales son reales, y que partiríamos desde ahí con ese entendido”.

## Producción
Cada episodio contiene una pieza musical conocida como “el tiempo”, cada una por un artista independiente distinto. El tema musical y la música de fondo instrumental fueron creadas por el músico y compositor Disparition.
El 13 de octubre de 2013 iniciaron los shows en vivo de Welcome to Night Vale. Estos continuaron en 2014 con un tour de la costa oeste. Además, durante el episodio #37, "The Auction", se anunció la publicación de una novela en el 2015. Fink dijo que "tendrá todos los personajes y atmósfera extraña que quieres de Night Vale, con una historia completamente nueva que explora partes de Night Vale que simplemente no hemos podido poner en el podcast". Cuando salió la preventa del libro el siguiente marzo, se convirtió en el libro #2 de Amazon con siete meses para su fecha de publicación en octubre.
La trama de Welcome to Night Vale consiste de una narrativa larga Episodios individuales usualmente funcionan como narrativas independientes y raramente tienen un desarrollo significativo en la trama.  Los escritores utilizan chistes recurrentes y arcos narrativos que avanzan lentamente durante el podcast. Un ejemplo es The Glow Cloud, uno de los personajes más icónicos de la serie, que apareció como un chiste en el segundo episodio y se ha convertido en una de las muchas entidades que esclavizan al pueblo, obligándolos a decir "All hail the mighty glow cloud!" (¡Todos alaben a la poderosa Nube de Luz"). Eventualmente se vuelve presidente del comité escolar de Night Vale. Otro chiste recurrente durante las primeras temporadas era la altísima tasa de mortalidad que tiene el trabajo de pasante en la estación de radio, pues éstos acostumbraban a durar un solo episodio desde que eran mencionados por primera vez hasta que morían de alguna forma terrible y brutal. Más tarde una de las únicas supervivientes, Dana Cardinal, se convierte en un personaje relevante para la trama de las últimas temporadas.
Algunas narrativas y personajes pueden aparecer y desarrollarse lentamente, mientras que historias no relacionadas pueden combinarse para formar nuevas tramas. Algunas historias principales han crecido a lo largo del programa como el desarrollo de una relación romántica entre Cecil y Carlos; que algunos personajes queden varados, incluido Carlos en un "desert otherworld" (un desierto en otro mundo o realidad); la invasión de Night Vale por la corporación StrexCorp, del pueblo rival llamado Desert Bluffs, y la eventual expulsión de StrexCorp de Night Vale; las elecciones del alcalde en el 2014, seguida de actividades terroristas por los candidatos perdedores: The Faceless Old Woman Who Secretly Lives in Your Home (La viejita sin cara que secretamente vive en tu casa) y Hiram McDaniels (un dragón de cinco cabezas); y las complicaciones alrededor de la encarcelación de McDaniels y su juicio. El cuarto aniversario de la serie coincidió, en junio de 2016, con un episodio de dos partes sobre la trama más reciente: la invasión de Night Vale por misteriosos extraños, liderados por un cachorro beagle invocado del infierno por el último pasante de la estación de radio.

## Artistas y escritores invitados
Algunos artistas invitados incluyen a Kevin R. Free as Kevin, la contraparte de Cecil en Desert Bluffs; Mara Wilson como The Faceless Old Woman Who Secretly Lives in Your Home; Jasika Nicole como Dana Cardinal, la única pasante en sobrevivir el programa, quien quedó atrapada el en el Desert Otherworld con Carlos, y ganó las elecciones del alcalde entre Hiram McDaniels and The Faceless Old Woman; Jackson Publick como Hiram McDaniels,un dragón de cinco cabezas; Dylan Marron como Carlos el científico; Hal Lublin como Steve Carlsberg; Lauren Sharpe como un ejecutivo de StrexCorp y el director del programa Lauren Mallard; Desiree Burch como la alcaldesa Pamela Winchell; Retta como Old Woman Josie; Meg Bashwiner como Deb, un pedazo de niebla consciente con un acento estereotípico de Minnesota; y Marc Evan Jackson como el billonario local Marcus Vanston. James Urbaniak apareció en el LA Podcast Festival como el pasante Leland, y en el episodio #67, "[Best Of?]", como el predecesor y mentor de Cecil , Leonard Burton. Molly Quinn apareció como Fey en el episodio #42, "Numbers," y también como Melony Pennington en "Standing and Breathing" (#86).  Symphony Sanders apareció como Tamika Flynn, la niña anarquista, en el episodio "Old Oak Doors." Wil Wheaton hace la voz del chef famoso Earl Harlan, con su primera apariencia en "Homecoming." En el tour estadounidense The Investigators, Joseph Fink hizo la voz del pasante Joseph Fink. Muchos otros artistas invitados aparecieron en el episodio #65, "Voicemail."
Zack Parsons, coautor con Fink de Something Awful, ha coescrito cuatro capítulos: "The Traveler," "A Beautiful Dream," "The Deft Bowman," y "Lost in the Mail." The Auction fue coescrito con Glen David Gold, quien también contribuyó en el episodio "The Woman from Italy".

## Novela
Fink y Cranor sacaron una novela con el mismo nombre, Welcome to Night Vale, en octubre del 2015. Está contada principalmente desde los puntos de vista de Jackie Fierro y Diane Crayton, ambas ciudadanas de Night Vale que han salido en el podcast. La recepción crítica de la novela ha sido positiva.
El 15 de marzo de 2017, Fink anuncio una segunda novela, titulada It Devours!, que narra como Carlos y su equipo investigan al Culto del Dios Sonriente. Fue publicado el 17 de octubre de 2017.

## Recepción
El show ha sido descrito como: "las noticias de Lake Wobegon a través de los ojos de Stephen King," y Christopher Wynn de The Dallas Morning News lo caracterizó como "NPR contra The Mothman Prophecies". Gavia Baker-Whitelaw de The Daily Dot lo comparó como: "atrapado entre Weird Twitter y 'Tales of the Unexplained'" y dijo que: “vale la pena escucharlo, aunque posiblemente no después de que esté oscuro, si vives en un pueblo".
Colin Griffith de The AV Club dijo que el show “está muy bien hecho, ofreciendo un punto de vista surreal/absurdo (y a veces existencialista) en la radio comunitaria con repartos del tenebroso pueblo en el desierto Night Vale".
Erin Hill en TechGeek, considera la originalidad del podcast “su presentación de lo que es ordinario”, también dijo que “muchas de las cosas que Cecil reporta van en contra de nuestro ideal de lo que es normal, pero todo se presenta de una forma que parece ser mundana".
En el mes de julio de 2013, Welcome to Night Vale estuvo en el segundo lugar de la lista de top 10 podcasts en iTunes, detrás del programa de radio This American Life. El mismo mes, pasó a This American Life para convertirse en el primer podcast de la lista con 150.000 descargas en una sola semana.
En diciembre del 2013, The AV Club puso el show en el número siete de su lista de mejores pódcast del 2013.
El coproductor Jeffrey Cranor atribuyó esa subida de popularidad a Tumblr y los fanes de la serie de televisión Hannibal. Max Sebela, un estratega creativo de Tumblr, dijo que los seguidores “cayeron fuera de control” desde el 5 de julio, con esa semana teniendo “20.000+ posts sobre ‘Night Vale’ más 183.000+ blogs individuales participando en la conversación, así como 680.000+ notas." La cuenta de Twitter del podcast tenía más de 20.000 para julio del 2013.
De acuerdo a The Daily Dot, nuevos oyentes se suman a través de otros fanes y del "boca a boca", principalmente desde Tumblr a partir de la gran cantidad de fanfiction. Han llegado a publicar "fanscripts", transcripciones de los podcast para lograr masificar la accesibilidad del programa.
En octubre del 2015, los productores Joseph Fink y Jeffrey Cranor fueron entrevistados en The Late Show with Stephen Colbert, y Cecil Baldwin hizo una aparición para recrear uno de los "mensajes de servicio publico" que da en el programa.
Se ha comparado al show con el estilo de horror escrito por  H.P. Lovecraft al describir el miedo a lo desconocido, convirtiendo el "terror inimaginable" de este en "algo mundano".

## Adaptación televisiva
En diciembre de 2017, fue anunciado que Gennifer Hutchinson, escritora y productora de Better Call Saul y Breaking Bad, estaría trabajando en una adaptación de Welcome to Night Vale para televisión. La serie está siendo producida por Sony Pictures Television, y desarrollada por FX. Fink y Cranor serían los productores ejecutivos.